# Dallas, Georgia
Dallas är en stad (city) i Paulding County, i delstaten Georgia, USA. Enligt United States Census Bureau har staden en folkmängd på 11 638 invånare (2011) och en landarea på 18,3 km². Dallas är huvudort i Paulding County.
Dallas har fått sitt namn efter USA:s elfte vicepresident George M. Dallas.